# Holger Th. Gräf

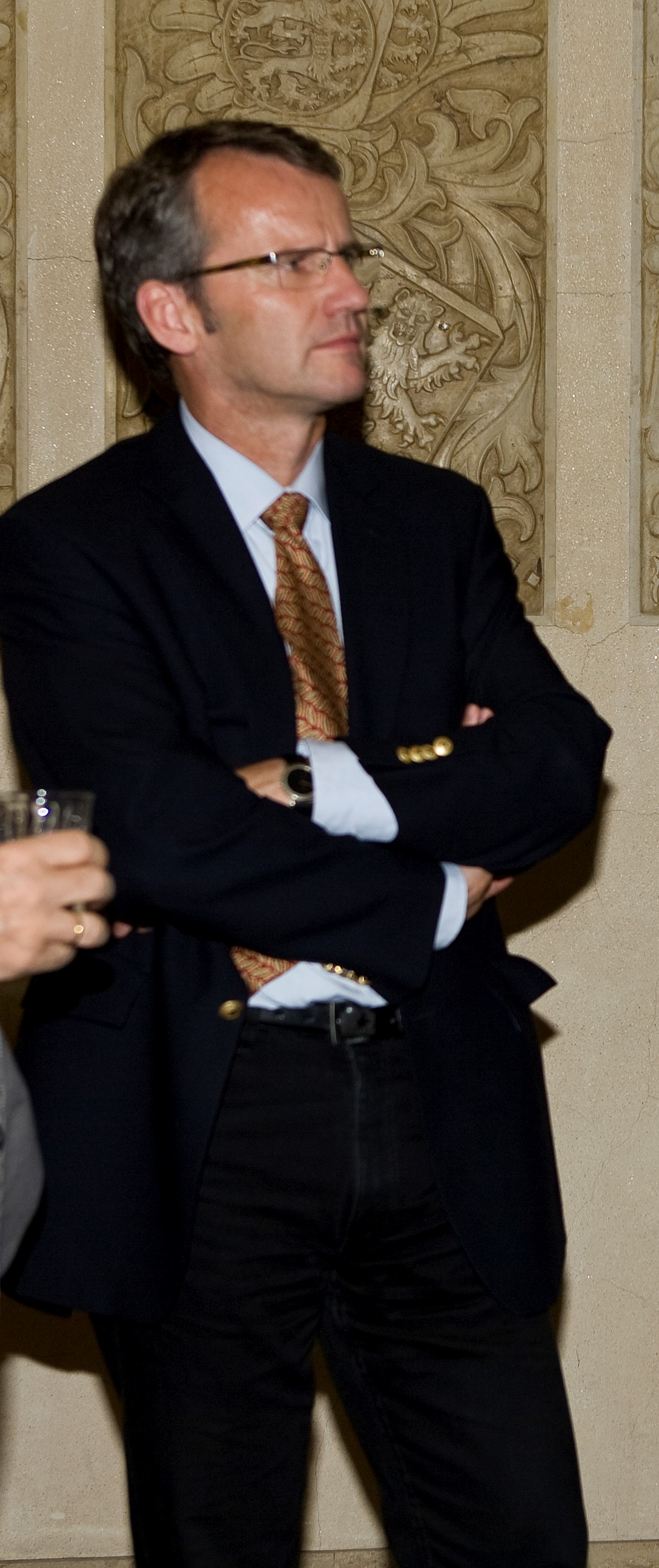
Holger Th. Gräf

Holger Thomas Gräf (* 19. September 1960 in Hanau) ist ein deutscher Historiker, Akademischer Oberrat am Hessischen Institut für Landesgeschichte in Marburg und Honorarprofessor an der Philipps-Universität Marburg.

## Leben
Gräf studierte seit 1982 Geschichte und Geographie an der Universität Gießen und 1986/87 in Leicester. 1988 absolvierte er das Magisterexamen mit einer Arbeit über Kleinstädte und alteuropäische Urbanisierung am Beispiel der mittelenglischen Grafschaft Leicestershire. Ab September 1988 war er wissenschaftlicher Mitarbeiter in Gießen. 1992 erfolgte seine Promotion zum Dr. phil. an der Justus-Liebig-Universität Gießen; danach wirkte er von 1992 bis 1996 als Wissenschaftlicher Assistent an der Humboldt-Universität zu Berlin am Lehrstuhl von Heinz Schilling. 1995 war er Brittingham Visiting Scholar am Institute for Research in the Humanities in Madison, Wisconsin. Seit 1996 ist er Akademischer Rat, seit 2000 Akademischer Oberrat im früheren Hessischen Landesamt für geschichtliche Landeskunde, dem jetzigen Hessischen Institut für Landesgeschichte, und seit 2009 Honorarprofessor an der Universität Marburg.
Gräf ist verheiratet mit der Historikerin Andrea Pühringer-Gräf.

## Mitgliedschaften
- 1995 Arbeitskreis Militär und Gesellschaft in der Frühen Neuzeit
- 2000 Historische Kommission für Hessen, Hauptausschuss 2006, Vorstand 2008
- 2001 Gesellschaft für Stadtgeschichte und Urbanisierungsforschung
- 2004 Kuratorium des Instituts für vergleichende Städtegeschichte in Münster
- 2006 Historische Kommission für Nassau
- 2008 Hessische Historische Kommission Darmstadt

## Veröffentlichungen (Auswahl)

### Monographien
- Konfession und internationales System. Die Außenpolitik Hessen-Kassels im konfessionellen Zeitalter (= Quellen und Forschungen zur hessischen Geschichte, 94), Darmstadt und Marburg 1993.
- Die Stockalper-Bibliothek in Brig. Ein Beitrag zum geistig-intellektuellen Profil barocken Unternehmertums (= Schriften des Stockalper-Archivs in Brig, 42), Brig 1996.
- (zus. mit Ralf Pröve): Wege ins Ungewisse. Reisen in der frühen Neuzeit 1500–1800, Frankfurt 1997 (als Taschenbuch 2002).
- Landgraf Friedrich II. Der Prinz von Homburg, Erfurt 2007.
- „Ein Held“ – Eitel Philipp Ludwig von und zu Gilsa (1700–1765) (= Veröffentlichungen der Historischen Kommission für Hessen, 46, 14), Marburg 2015.

### Herausgeberschaften
- Kleine Städte im neuzeitlichen Europa, Berlin 1997 (= Innovationen, 6).
- (als Hrsg. und Bearb.): Söldnerleben am Vorabend des Dreißigjährigen Krieges. Lebenslauf und Kriegstagebuch 1617 des hessischen Obristen Caspar von Widmarckter (= Beiträge zur Hessischen Geschichte, 16), Marburg 2000.
- (zus. mit Helga Meise): Valentin Wagner – Ein Zeichner im Dreißigjährigen Krieg. Katalog zur Ausstellung im Hessischen Landesmuseum in Darmstadt 13. Feb. – 20. April 2003, Marburg 2003.
- (zus. mit Katrin Keller): Städtelandschaft, réseau urbain, urban network. Städte im regionalen Kontext in Spätmittelalter und Früher Neuzeit (= Städteforschung, A 62), Köln 2004.
- (zus. mit Andreas Tacke): Preußen in Marburg. Peter Janssens historistische Gemäldezyklen in der Universitätsaula (= Quellen und Forschungen zur hessischen Geschichte, 140), Darmstadt und Marburg 2004.
- (zus. mit Anke Stößer): Philipp der Großmütige, Landgraf von Hessen (1504–1567). Eine Bibliographie zu Person und Territorium im Reformationszeitalter (= Untersuchungen und Materialien zur Verfassungs- und Landesgeschichte, 20), Marburg 2004.
- (zus. mit Karin Bautz): Beiträge zur Geschichte Grünbergs in Mittelalter und Reformationszeit (= Veröffentlichungen aus dem Museum im Spital Grünberg, 1), Neustadt a.d.A. 2006.
- (zus. mit Ekart Rittmannsperger): Die Chronik der Stadt Grünberg von Viktor Habicht (1822–1902) (= Veröffentlichungen aus dem Museum im Spital Grünberg, 2), Neustadt a.d. Aisch 2008.
- (als Hrsg. zus. mit Lena Haunert und Christoph Kampmann): Adliges Leben am Ausgang des Ancien Régime. Die Tagebuchaufzeichnungen (1754–1798) des Georg Ernst von und zu Gilsa (= Untersuchungen und Materialien zur Verfassungs- und Landesgeschichte, 26), Marburg 2010.
- (als Hrsg. zus. mit Lena Haunert und Christoph Kampmann): Krieg in Amerika und Aufklärung in Hessen. Die Privatbriefe (1772–1784) an Georg Ernst von und zu Gilsa (= Untersuchungen und Materialien zur Verfassungs- und Landesgeschichte, 27), Marburg 2010.
- (als Hrsg. zus. mit Patrick Sturm): Das „renovirte“ Kirchenbuch von Zimmersrode, Gilsa und Dorheim aus dem Jahre 1663. Eine außergewöhnliche Quelle zur Dorfgeschichte im Dreißigjährigen Krieg (= Veröffentlichungen der Historischen Kommission für Hessen, 46, 11), Marburg 2010.
- (als Hrsg. zus. mit Lena Haunert): Unter Canadiensern, Irokesen und Rebellen. Das Tagebuch des Hanauer Jägers Philipp Jakob Hildebrandt aus den Jahren 1777–1781 (= Untersuchungen und Materialien zur Verfassungs- und Landesgeschichte, 29), Marburg 2011.
- (als Hrsg. zus. mit Andreas Hedwig und Annegret Wenz-Haubfleisch): Die „Hessians“ im Amerikanischen Unabhängigkeitskrieg (1776–1783). Neue Quellen, neue Medien, neue Forschungen (= Veröffentlichungen der Historischen Kommission für Hessen, 80), Marburg 2014.
- (als Hrsg. zus. mit Alexander Jendorff und Pierre Monnet): Land – Geschichte – Identität. Geschichtswahrnehmung und Geschichtskonstruktion im 19. und 20. Jahrhundert – eine historiographiekritische Bestandsaufnahme (= Quellen und Forschungen zur hessischen Geschichte, 174), Darmstadt und Marburg 2016.
- (als Hrsg. zus. mit Christoph Kampmann und Bernd Küster): Landgraf Carl (1654–1730). Fürstliches Planen und Handeln zwischen Innovation und Tradition (= Veröffentlichungen der Historischen Kommission für Hessen, 87), Marburg 2017, ISBN 978-3-942225-39-7.
- (als Hrsg. zus. mit Lutz Vogel, Ulrich Ritzerfeld, Melanie Müller-Bering und Stefan Aumann): Mehr als Stadt, Land, Fluss. Festschrift für Ursula Braasch-Schwersmann. Neustadt an der Aisch 2020, ISBN 978-3-87707-197-7 (Inhaltsverzeichnis).